# Берд, Мэри Риттер
Мэри Риттер Берд (англ. Mary Ritter Beard; 1876—1958) — американский историк и архивист, сыграла важную роль в суфражистском движении.
Автор ряда книг о роли женщин в истории, в том числе On Understanding Women (1931), America Through Women’s Eyes (1933) и Woman As Force In History: A Study in Traditions and Realities (1946).

## Биография
Родилась 5 августа 1876 года в городе Индианаполис, штат Индиана; была четвёртым ребёнком в семье из семи детей и первой дочерью у Eli Foster Ritter и его жены Narcissa Lockwood. Отец был из семьи квакеров, вырос на ферме близ Индианаполиса, принимал участие в Гражданской войне в США на стороне Армии Союза; затем поселился в городе Гринкасл, штат Индиана, где в 1863 году женился на Narcissa Lockwood. Она родилась в штате Кентукки, окончила Brookville Academy города Торнтон этого же штата, после чего в 1861 году переехала с семьёй в Гринкасл.
Мэри обучалась в государственной школе в Индианаполисе, затем окончила Indianapolis High School и поступила в Университет Депо в 1893 году, где была членом братства Kappa Alpha Theta. В этом университете она познакомилась с Чарльзом Остином Бирдом, который позже стал её мужем. Окончив в 1897 году Университет Депо, Мэри работала в Гринкасле в качестве учителя немецкого языка, а Чарльз отправился в 1898 году в Англию для обучения в аспирантуре в Оксфордском университете. Вернувшись в конце 1899 года из Англии, он в марте 1900 года женился на Мэри, после чего они вместе уехали в Англию, где Чарльз продолжил свои исследования. Сначала они поселились в Оксфорде, позднее — в Манчестере, где в 1901 году родился их первый ребёнок — Мириам. Решив воспитывать дочь в США, супруги в 1902 году переехали в Нью-Йорк и стали работать в Колумбийском университете. Мэри занялась исследования в социологии; Чарльз защитил докторскую диссертацию, став доцентом, а затем профессором Колумбийского университета. В 1907 году в семье родился сын Уильям.
Будучи в Англии, Мэри Берд изучала британское индустриальное общество, установила дружеские отношения с рядом прогрессивных политических деятелей, среди которых были суфражистка Эммелин Панкхёрст с её дочерью, и русский анархист Пётр Кропоткин, а также другими влиятельными интеллектуалами. Именно здесь Мэри начала читать и писать о борьбе рабочего класса, избирательном праве, женском движении и возможностями для социальных реформ. Она втянулась в движение суфражисток, став активисткой Женской профсоюзной лиги, через которую она надеялась улучшить условия труда женщин. Также работала в Лиге равенства самостоятельных женщин (англ. Equality League of Self-Supporting Women, в дальнейшем Женский политический союз — англ. Women's Political Union), стала лидером Суфражистской партии Нью-Йорка (англ. New York City Suffrage Party), печаталась в The Woman Voter. Покинув эту партию в 1913 году, Мэри присоединилась к организации Конгрессиональный союз за право голоса для женщин (позже стала Национальной женской партией). По просьбе феминисток Элис Пол и Люси Бёрнс она стала членом исполнительного совета партии и главным редактором еженедельного журнала The Suffragist. Мэри Берд организовывала и принимала участие в демонстрациях, читала лекции, писала статьи о равноправии женщин.
Умерла 14 августа 1958 года в городе Финикс, штат Аризона. Была похоронена на кладбище Ferncliff Cemetery and Mausoleum города Хартсдейл в округе Уэстчестер, штат Нью-Йорк, рядом со своим мужем.
Многие современники Герды Лернер считали её "преемницей" Мэри Берд.